# Ogrodzisko (województwo dolnośląskie)
Ogrodzisko – wieś w Polsce położona w województwie dolnośląskim, w powiecie polkowickim, w gminie Chocianów.

## Podział administracyjny
W latach 1975–1998 miejscowość położona była w województwie legnickim.